# Albu Erzsébet
Albu Erzsébet (Marosvásárhely, 1944. május 6. –) magyar bábművész, színésznő. Férje Réti Árpád színművész, leányuk, Réti Iringó színésznő.

## Életpályája
Pályáját 1968-tól a Marosvásárhelyi Állami Bábszínház magyar tagozatának tagjaként kezdte. A Bábszínészképző Tanfolyamot 1976-ban végezte el. 1989-től az egri Harlekin Bábszínház művésze, és színésznőként játszott az egri Gárdonyi Géza Színházban is. Férje Réti Árpád színművész. Leányuk Réti Iringó is színésznő.

## Fontosabb szerepei
- Antoine de Saint-Exupéry: A kis herceg... Kígyó
- Alan Alexander Milne: Micimackó... Anyu
- Tennessee Williams: A tetovált rózsa... Giuseppina
- William Shakespeare: Romeo és Júlia... Montague-né
- L. Frank Baum – Hollós Róbert: Óz... Nyugati boszorkány
- Sütő András: Tarisznyás Iván... Szerelmes leány
- Sütő András: Kalandozások Ihajcsuhajdiában... Szkáráoszki
- Sütő András: Engedjétek hozzám jönni a szavakat... Jamama
- Petőfi Sándor: János vitéz... szomszédlány
- Grimm fivérek: Csipkerózsika... Rózsakirályné
- Bánd Anna: Mese a két kis borzról... Sanda róka
- Gál Sándor: A szürke ló... szereplő
- Szamártestamentum... szereplő
- Cesar Petrescu: Fram, a jegesmedve... szereplő
- Móricz Zsigmond: Nem élhetek muzsikaszó nélkül... Terézia néni, Veronika mamája
- Lázár Ervin: A legkisebb boszorkány... Tündér Tercia
- Lázár Ervin: A kisfiú meg az oroszlánok... Bruckner Szilvia
- Mierlut: Apó lánya, anyó lánya... Szent Vasárnap asszonya
- Tóth Eszter: Piroska és a három kismalac... Varjú